# Andrzej Smereczyński
Andrzej Smereczyński (ur. 21 lipca 1943, zm. 22 marca 2007 w Warszawie) –  inżynier technolog teleelektryk, pionier polskiego internetu, który w 1990 r. zajmował się pierwszym stałym podłączeniem Polski do międzynarodowej sieci komputerowej. Była to sieć BITNET.
W latach dziewięćdziesiątych pełnił funkcję krajowego koordynatora sieci EARN, której polski węzeł nazywał się PLEARN.
Zawodowo przez wiele lat związany z Uniwersytetem Warszawskim, pracował w Centrum Informatycznym Uniwersytetu Warszawskiego. 
W 1992 za zaangażowanie w rozwój sieci w Polsce i krajach sąsiednich otrzymał prestiżową nagrodę Pioneer of the Electronic Frontier, ustanowioną przez Electronic Frontier Foundation.